# Willie Gilbert
Willie Gilbert, all'anagrafe William Gomberg (Cleveland, 24 febbraio 1916 – New York, 2 dicembre 1980) è stato un commediografo e sceneggiatore statunitense.

## Biografia
Dopo aver studiato scienze dell'educazione, Willie Gilbert si trasferì a New York con il sogno di diventare un comico. Insieme al suo medico, Jack Weinstock, Gilbert cominciò a scrivere sketch comici per importanti artisti del varietà come Kaye Ballard.
Dopo aver lavorato insieme in diverse riviste e serie televisive, i due raggiunsero il successo nel 1962 con il libretto del musical How to Succeed in Business without Really Trying. Lo show fu un enorme successo e valse a Gilbert il Tony Award al miglior musical e il Tony Award al miglior libretto di un musical.
Dopo la morte di Weinstock nel 1969, Gilbert abbandonò il teatro e tornò a scrivere per la televisione, scrivendo la sceneggiatura per numerosi personaggi di Hanna-Barbera, tra cui l'orso Yoghi e Scooby-Doo. Il suo ultimo progetto da sceneggiatore fu il film televisivo d'animazione Natale con Yogi.

## Filmografia parziale

### Sceneggiatore
- Speciale Scooby – serie TV, 16 episodi (1972)
- I Superamici – serie TV, 16 episodi (1973)
- Natale con gli antenati – film TV (1977)
- Collericamente vostro "Braccio di Ferro" – serie TV, 1 episodio (1978)
- The Scooby-Doo/Dynomutt Hour – serie TV, 1 episodio (1978)
- I Flintstones incontrano Rockula e Frankenstone – film TV (1979)
- Scooby-Doo & Scrappy-Doo – serie TV, 1 episodio (1979)
- Natale con Yogi – film TV (1980)